# Ergasilus ludhianata
Ergasilus ludhianata is een eenoogkreeftjessoort uit de familie van de Ergasilidae. De wetenschappelijke naam van de soort is voor het eerst geldig gepubliceerd in 1997 door Battish, Brar, Bhalla & Kochar.